# Gregor Kobel
Pour les articles homonymes, voir Kobel.
Gregor Kobel, né le 6 décembre 1997 à Zurich (Suisse), est un footballeur international suisse qui joue au poste de gardien de but au Borussia Dortmund.

## Biographie

### En club
Le 28 juillet 2020, Gregor Kobel signe un contrat de quatre ans avec le VfB Stuttgart.

#### Borussia Dortmund (depuis 2021)
Lors du mercato estival de 2021, il signe en faveur du Borussia Dortmund et quitte Stuttgart seulement un an après son arrivée. Très vite il devient titulaire, devançant ses deux compatriotes suisses Marwin Hitz et Roman Bürki dans les cages.

### En sélection

#### Avec les espoirs
Avec l'équipe de Suisse des moins de 17 ans, le Zurichois participe au championnat d'Europe en 2014. Lors de cette compétition, Kobel joue trois matchs, avec pour résultats deux défaites et un nul, et un total de cinq buts encaissés.
Le 10 novembre 2016, il reçoit sa première sélection avec les espoirs, lors d'une rencontre amicale face à la Russie (victoire 1-2).

#### Avec l'équipe première
Le 1er juin 2017, Gregor Kobel figure pour la première fois sur le banc des remplaçants de l'équipe nationale A, sans entrer en jeu, lors d'un match amical face à la Biélorussie (victoire 1-0).
En novembre 2020, le footballeur est sélectionné en équipe première mais, à la suite de douleurs au dos, déclare forfait et est remplacé par le gardien de Young Boys David von Ballmoos. 
Il honore sa première sélection le 1er septembre 2021, lors d'une rencontre amicale contre la Grèce soldée par une victoire 2-1.
Gregor Kobel dispute sa première compétition internationale lors de l'Euro 2020. Les Suisses vont jusqu'en quarts de finale, éliminés par l'Espagne aux tirs au but.
En mars 2022, l'athlète est sélectionné en équipe de Suisse pour participer à l'un des deux matchs amicaux : Angleterre et le Kosovo. Il joue le match contre le Kosovo, qui se termine 1-1.
Le 9 novembre 2022, Kobel est sélectionné par Murat Yakın pour participer à la Coupe du monde 2022.Il est le meilleur gardien suisse.
En juin 2024, il figure dans la liste de 26 joueurs appelés par Murat Yakın pour l'Euro 2024.
Le 19 août 2024, après l'annonce de la retraite internationale de Yann Sommer, Murat Yakın annonce que Kobel sera le nouveau titulaire au poste de gardien.

## Statistiques
| Saison                | Club                  | Championnat           | Championnat | Championnat | Coupe(s) nationale(s) | Coupe(s) nationale(s) | Supercoupe | Supercoupe | Compétition(s) continentale(s) | Compétition(s) continentale(s) | Compétition(s) continentale(s) | Coupe du monde des clubs | Coupe du monde des clubs | Total | Total |
| Saison                | Club                  | Division              | M.          | B.          | M.                    | B.                    | M.         | B.         | Comp.                          | M.                             | B.                             | M.                       | B.                       | M.    | B.    |
| 2017-2018             | TSG Hoffenheim        | Bundesliga            | -           | -           | 2                     | 0                     | -          | -          | C3                             | 1                              | 0                              | -                        | -                        | 3     | 0     |
| 2018-2019             | TSG Hoffenheim        | Bundesliga            | 1           | 0           | 2                     | 0                     | -          | -          | C1                             | -                              | -                              | -                        | -                        | 3     | 0     |
| Sous-total            | Sous-total            | Sous-total            | 1           | 0           | 4                     | 0                     | -          | -          | -                              | 1                              | 0                              | -                        | -                        | 6     | 0     |
| 2018-2019             | FC Augsbourg (prêt)   | Bundesliga            | 16          | 0           | 2                     | 0                     | -          | -          | -                              | -                              | -                              | -                        | -                        | 18    | 0     |
| 2019-2020             | VfB Stuttgart (prêt)  | 2. Bundesliga         | 31          | 0           | -                     | -                     | -          | -          | -                              | -                              | -                              | -                        | -                        | 31    | 0     |
| 2020-2021             | VfB Stuttgart         | Bundesliga            | 33          | 0           | 1                     | 0                     | -          | -          | -                              | -                              | -                              | -                        | -                        | 34    | 0     |
| Sous-total            | Sous-total            | Sous-total            | 64          | 0           | 1                     | 0                     | -          | -          | -                              | -                              | -                              | -                        | -                        | 65    | 0     |
| 2021-2022             | Borussia Dortmund     | Bundesliga            | 29          | 0           | 1                     | 0                     | 1          | 0          | C1+C3                          | 6+2                            | 0                              | -                        | -                        | 39    | 0     |
| 2022-2023             | Borussia Dortmund     | Bundesliga            | 27          | 0           | 4                     | 0                     | -          | -          | C1                             | 4                              | 0                              | -                        | -                        | 35    | 0     |
| 2023-2024             | Borussia Dortmund     | Bundesliga            | 26          | 0           | 3                     | 0                     | -          | -          | C1                             | 12                             | 0                              | -                        | -                        | 41    | 0     |
| 2024-2025             | Borussia Dortmund     | Bundesliga            | 32          | 0           | 2                     | 0                     | -          | -          | C1                             | 13                             | 0                              | 5                        | 0                        | 52    | 0     |
| Sous-total            | Sous-total            | Sous-total            | 114         | 0           | 11                    | 0                     | 1          | 0          | -                              | 38                             | 0                              | 5                        | 0                        | 169   | 0     |
| Total sur la carrière | Total sur la carrière | Total sur la carrière | 195         | 0           | 18                    | 0                     | 1          | 0          | -                              | 39                             | 0                              | 5                        | 0                        | 258   | 0     |

## Distinctions
- Membre de l'équipe-type de la Ligue des Champions 2023-2024[14]